# Metabiantes minutus
Metabiantes minutus – gatunek kosarza z podrzędu Laniatores i rodziny Biantidae.

## Występowanie
Gatunek został wykazany z Zairu.